# Crenadactylus
Crenadactylus es un género de geckos de la familia Diplodactylidae.

## Especies
Listadas alfabéticamente:
- Crenadactylus horni Lucas & Frost, 1895
- Crenadactylus naso Storr, 1978
- Crenadactylus occidentalis Doughty, Ellis, & Oliver, 2016
- Crenadactylus ocellatus Gray, 1845
- Crenadactylus pilbarensis Doughty, Ellis, & Oliver, 2016
- Crenadactylus rostralis Storr, 1978
- Crenadactylus tuberculatus Doughty, Ellis, & Oliver, 2016